# 马洛 (意大利)
马洛（義大利語：Malo），是意大利维琴察省的一个市镇。总面积30平方公里，人口14510人，人口密度483.7人/平方公里（2009年）。ISTAT代码为024055。